# تاکه‌شی فوروساوا
تاکه‌شی فوروساوا (انگلیسی: Takeshi Furusawa؛ زادهٔ ۲۲ اکتبر ۱۹۷۲) کارگردان فیلم اهل ژاپن است.
از فیلم‌ها یا برنامه‌های تلویزیونی که وی در آن نقش داشته‌است می‌توان به کرم پیله‌ساز اشاره کرد.